# Volkina
Volkina is een geslacht van uitgestorven kreeftachtigen uit de klasse van de Ostracoda (mosselkreeftjes).

## Soort
- Volkina zimmermanni (Volk, 1939) Sylvester-Bradley, 1961 †